# Cyligramma latona
Cyligramma latona es una especie de polilla del género Cyligramma, familia Noctuidae, orden Lepidoptera. Fue descrita por Pieter Cramer en 1775.

## Distribución
Se distribuye por Angola, Botsuana, Burundi, Camerún, Chad, Comoras, Congo, República Democrática del Congo, Egipto, Eritrea, Etiopía, Gambia, Ghana, Guinea, Kenia, Lesoto, Madagascar, Malaui, Mozambique, Namibia, Níger, Nigeria, Ruanda, Seychelles, Sierra Leona, Somalia, Sudáfrica, Sudán, Tanzania, Uganda, Zambia y Zimbabue.